# Ligota Turawska
Ligota Turawska est une localité polonaise de la voïvodie et du powiat d'Opole.